# Bornego

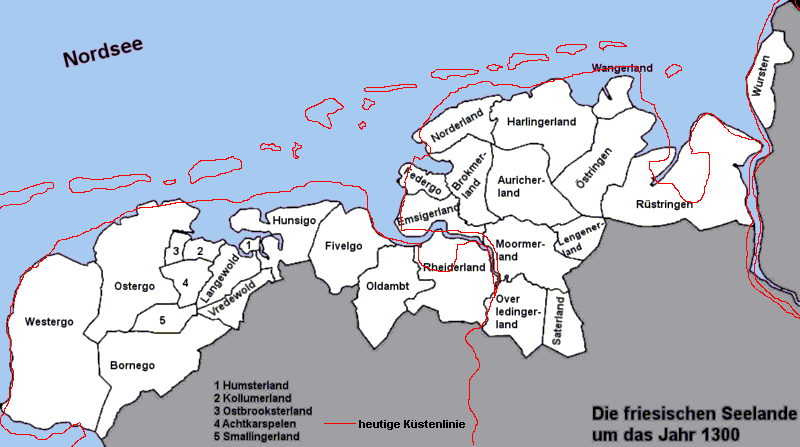
De Friese Zeelanden rond 1300; Bornego linksonder naast Westergo

Bornego was de naam van een Frankische gouw in Friesland tijdens de middeleeuwen. Het naamdeel -go betekent gouw, Borne verwijst naar de rivier de Boorne (Fries: De Boarn), dat de noordgrens met Oostergo vormde. De zuidgrens was de Tjonger (Fries: Tsjonger), ook wel Kuinder (Nedersaksisch: Kuunder) genoemd; het was daarmee ook de scheiding tussen de woongebieden van de noordelijk ervan wonende Friezen en de Saksen ten zuiden van de stroom. In het westen grensde Bornego aan Zuidergo, dat in de 13e eeuw opging in Westergo.
Bornego viel in de 14e eeuw uiteen in enkele kleine gebiedjes, grietenijen. Omdat deze op zichzelf zwak stonden, groeide behoefte aan een nieuw groot staatkundig verband en in de 15e eeuw sloten zeven grietenijen een verbond, dat sindsdien bekendstaat als Zevenwouden en Bornego verving als bestuurseenheid in het zuidoosten van Friesland.

## Trivia
Het Bornego College is vernoemd naar de middeleeuwse gouw.